# Pabellón Meštrović
El Pabellón Meštrović (en croata: Meštrovićev paviljon), también conocido como la Casa de los Artistas Croatas y coloquialmente como džamija («mezquita» en croata), es un espacio cultural y la sede oficial de la Asociación de Artistas de Croacia, situado en la Plaza de las Víctimas del Fascismo (Trg žrtava fašizma) en el centro de Zagreb, Croacia. Diseñado por Ivan Meštrović y construido entre 1934 y 1938, ha tenido varios usos a lo largo de su historia. Albergó una galería de arte antes de la Segunda Guerra Mundial, se convirtió en una mezquita bajo el Estado Independiente de Croacia y posteriormente se transformó en el Museo de la Revolución durante la Yugoslavia de la posguerra. En 1990, fue devuelto a la Asociación de Artistas de Croacia. Tras profundas renovaciones, ha servido como espacio de exposiciones y eventos desde 2006.

## Historia

### Concepto
A principios de los años treinta, la Sociedad de Arte de Croacia Josip Juraj Strossmayer estaba buscando un nuevo espacio de exposiciones. En esa época, le encargaron al escultor Ivan Meštrović, entonces presidente de la sociedad, la tarea de realizar una escultura en honor del rey Pedro I para la Plaza del Rey Pedro (Trg kralja Petra) de Zagreb. Advirtiendo la oportunidad de combinar estas dos necesidades, Meštrović propuso que en lugar de una sola escultura, se construyera un edificio en la plaza. Tras algunas negociaciones, la propuesta de Meštrović fue aceptada y en 1933 se estableció una dotación para la construcción de la Casa de Bellas Artes del Rey Pedro.

### Construcción y diseño original

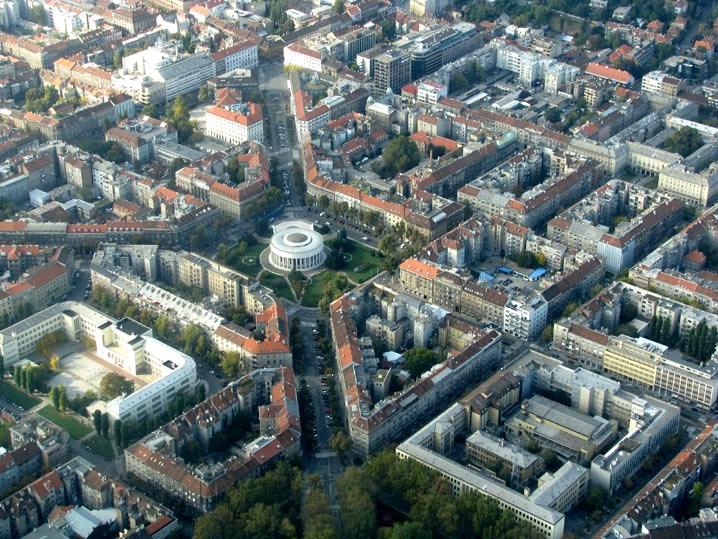
Vista aérea desde el sureste.

Meštrović diseñó el proyecto preliminar del edificio en 1933. Los arquitectos Ladislav Horvat y Harold Bilinić, que colaboraron frecuentemente con Meštrović, elaboraron planos detallados basados en el diseño conceptual de Meštrović. El edificio resultante fue una de las primeras salas de exposiciones circulares de la zona.
El interior fue diseñado para alojar tres categorías de arte: escultura, pintura y fotografía. La entrada principal del pabellón se abre hacia un vestíbulo flanqueado a ambos lados por escaleras. Justo de frente está la sala de exposiciones central, un espacio cilíndrico diseñado para exponer esculturas. Sobre la entrada a este espacio hay un relieve del rey Pedro I realizado por Ivan Meštrović. Las escaleras conducen a una sala de exposiciones circular. Por último, una sala de exposiciones concéntrica, más pequeña, se abre hacia el espacio cilíndrico y ofrece vistas de la galería que hay debajo.
La cúpula del pabellón, diseñada por el arquitecto Zvonimir Kavurić, se compone de azulejos circulares de vidrio de 57 mm de grosor y 125 mm de diámetro, incrustados en una cáscara de hormigón del mismo grosor, que permite que la luz natural llene las salas de exposiciones.
El edificio fue inaugurado el 1 de diciembre de 1938 con Medio siglo de arte croata, una importante exposición retrospectiva.

### Mezquita
El pabellón funcionó como museo de arte durante solo tres años, hasta que fue transformado en una mezquita en 1941, a principios de la Segunda Guerra Mundial. El arquitecto Zvonimir Požgaj dirigió el proyecto para adaptar el interior del pabellón a su nuevo uso, y Stjepan Planić diseñó el exterior de la mezquita. Požgaj alteró significativamente el interior del pabellón, instalando un nuevo techo de hierro y hormigón por debajo del techo original para resolver el problema de la temperatura y la acústica. Siguiendo el proyecto de Planić, se colocaron tres minaretes de 45 metros de altura alrededor del pabellón, pero el exterior del edificio no se modificó. Planić también añadió una fuente rodeada por bancos frente a la entrada principal del edificio. El interior de la mezquita fue decorado con patrones de estuco basados en los motivos croatas tradicionales en cinta creados por los escultores Botuhinski, Brill, Ivanković, Jean, Loboda, Lozica, Matijević, Papić, Penić, Perić, Radauš, Štigler y Turkalj.
La mezquita fue inaugurada por el caudillo Ante Pavelić el 18 de julio de 1944 y funcionó hasta 1945. En 1949, los minaretes fueron demolidos y la decoración interior fue retirada para permitir la instalación del nuevo Museo de la Revolución.

### El Museo de la Revolución
El arquitecto Vjenceslav Richter dirigió el proyecto para diseñar el Museo de la Revolución, que iba a mostrar documentos relacionados con las batallas de los partisanos durante la Segunda Guerra Mundial. Richter añadió una planta adicional y nuevas escaleras al espacio interior y construyó nuevas paredes para ocultar su forma circular. Todas las modificaciones de Richter fueron diseñadas para adosarse a la estructura original, de manera que pudieran ser retiradas sin dañar el interior del edificio. El Museo de la Revolución fue inaugurado oficialmente el 15 de abril de 1955.

### Restauración y renovación
A mediados de los años ochenta volvió el debate sobre el uso del pabellón, y en 1988 los conservadores del Museo de la Revolución invitaron a los arquitectos Ivan Crnković y Dubravnka Kisić a que elaboraran un estudio sobre la viabilidad de restaurar el pabellón a su forma original. En mayo de 1990, la Asociación de Artistas de Croacia, dirigida por Ante Rašić, organizó la exposición Dokumenti-Argumenti para presentar la historia del edificio. En 1993, el Ayuntamiento de Zagreb concedió permiso a la Asociación de Artistas de Croacia para trasladar su sede de nuevo al pabellón.
La renovación del pabellón empezó en 2001 según el proyecto del arquitecto Andrija Mutnjaković. La primera fase de su construcción comportó la retirada de todos los elementos no originales y se completó en 2003. En 2006, se renovaron partes del sótano y de la planta baja según el proyecto del arquitecto Branko Silađin.

## El Pabellón Meštrović en la actualidad

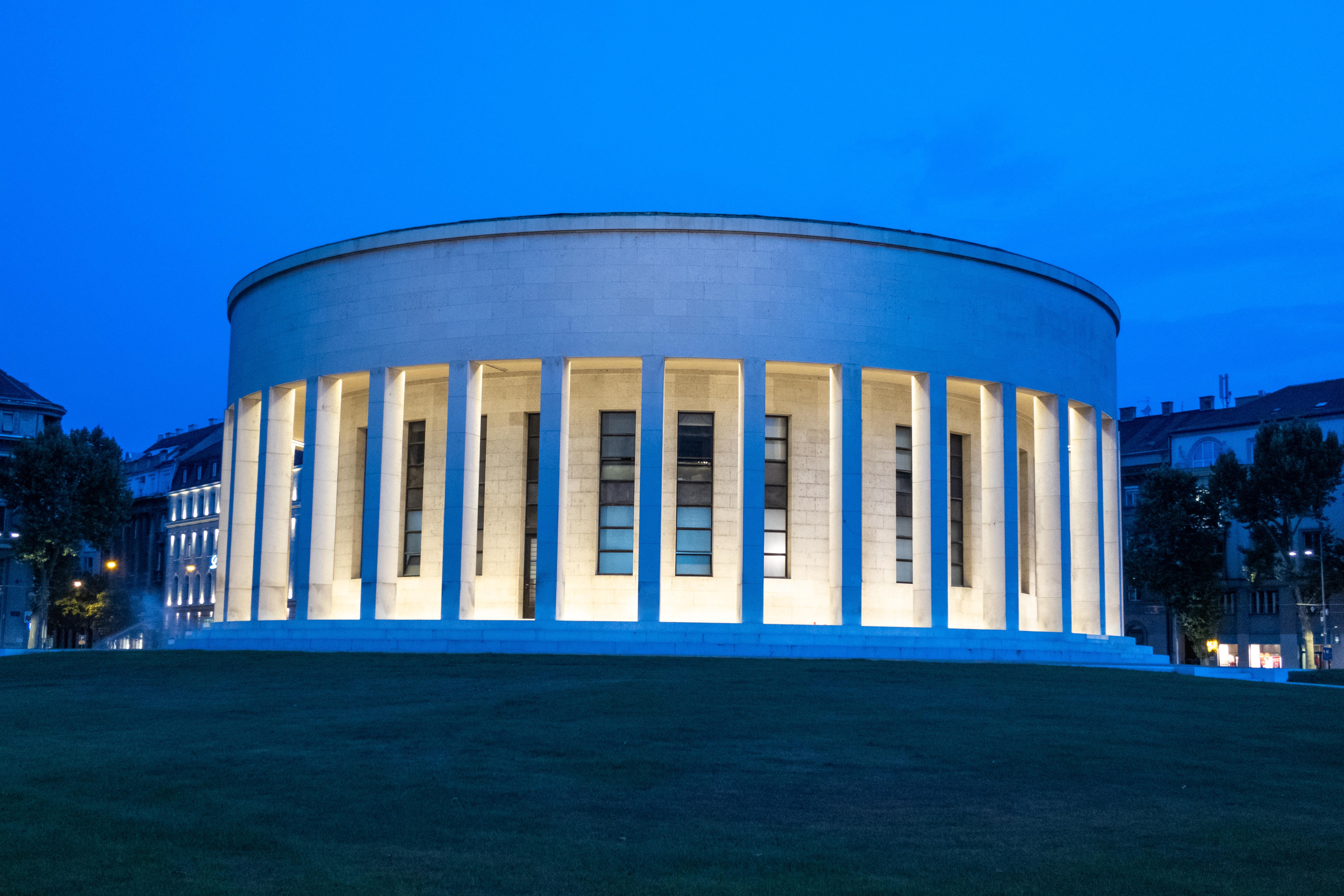
El pabellón por la noche.

Actualmente el pabellón sirve como la sede oficial de la Asociación de Artistas de Croacia, una unión de artistas profesionales fundada en 1868. Los objetivos de la asociación son apoyar y animar la expresión visual contemporánea, mejorar y proteger la libertad de expresión visual e influir en la legislación que regula la producción de artes visuales y los derechos sociales de los artistas.
Además, la asociación organiza más de cuarenta exposiciones y eventos al año, celebradas en los tres espacios de exposiciones del pabellón: la Galería Anular, la Galería Barril y la Galería de Medios Extendidos. Un cuarto espacio de exposiciones, la Galería Karas, se encuentra en la Calle Praška, cerca de la Plaza Ban Jelačić.
El pabellón también es uno de los miembros fundadores de The 360° Project, una red internacional de espacios culturales circulares de Europa y Canadá.